# اکار، ساسون
اکار، ساسون (به لاتین: Acar, Sason) در ترکیه است که در batman province واقع شده‌است.

## خصوصیات
اکار ۵۹۱ نفر جمعیت دارد.